# セルジュ・ボド
セルジュ・ボド（Serge Baudo, 1927年7月16日 マルセイユ - ）は、フランスの指揮者・作曲家。ボードとも表記される。

## 経歴
オーボエ奏者のエティエンヌ・ボドを父親に、ポール・トルトゥリエを叔父に、音楽家の家庭に生まれる。パリ音楽院で和声法と指揮法のクラスで首席となった後、ラムルー管弦楽団の打楽器奏者として音楽活動に入る。また国内の放送局で作曲家として活動を始め、ルイ・マルやジャック＝イヴ・クストーらの映像作品の作曲を担当した。
指揮者としては1959年に活動を開始し、1962年にはヘルベルト・フォン・カラヤンの代役としてミラノ・スカラ座でドビュッシーの抒情劇『ペレアスとメリザンド』を指揮して、一躍名を馳せる。長年にわたってエクサン・プロヴァンス音楽祭の常連指揮者としても成功をおさめてきた。また、創設まもないパリ管弦楽団の指揮者を、1969年から1987年までリヨン国立管弦楽団の芸術監督を、2001年から2006年の末までプラハ交響楽団の首席指揮者を務めた。チェコ・フィルハーモニー管弦楽団とは、オネゲルの交響曲全集やドビュッシーの管弦楽曲集の録音を残している。
一般には、ベルリオーズ以降の近代フランス音楽の専門家と思われがちだが、ベートーヴェンやブラームスも得意としている。